# Grève du sexe

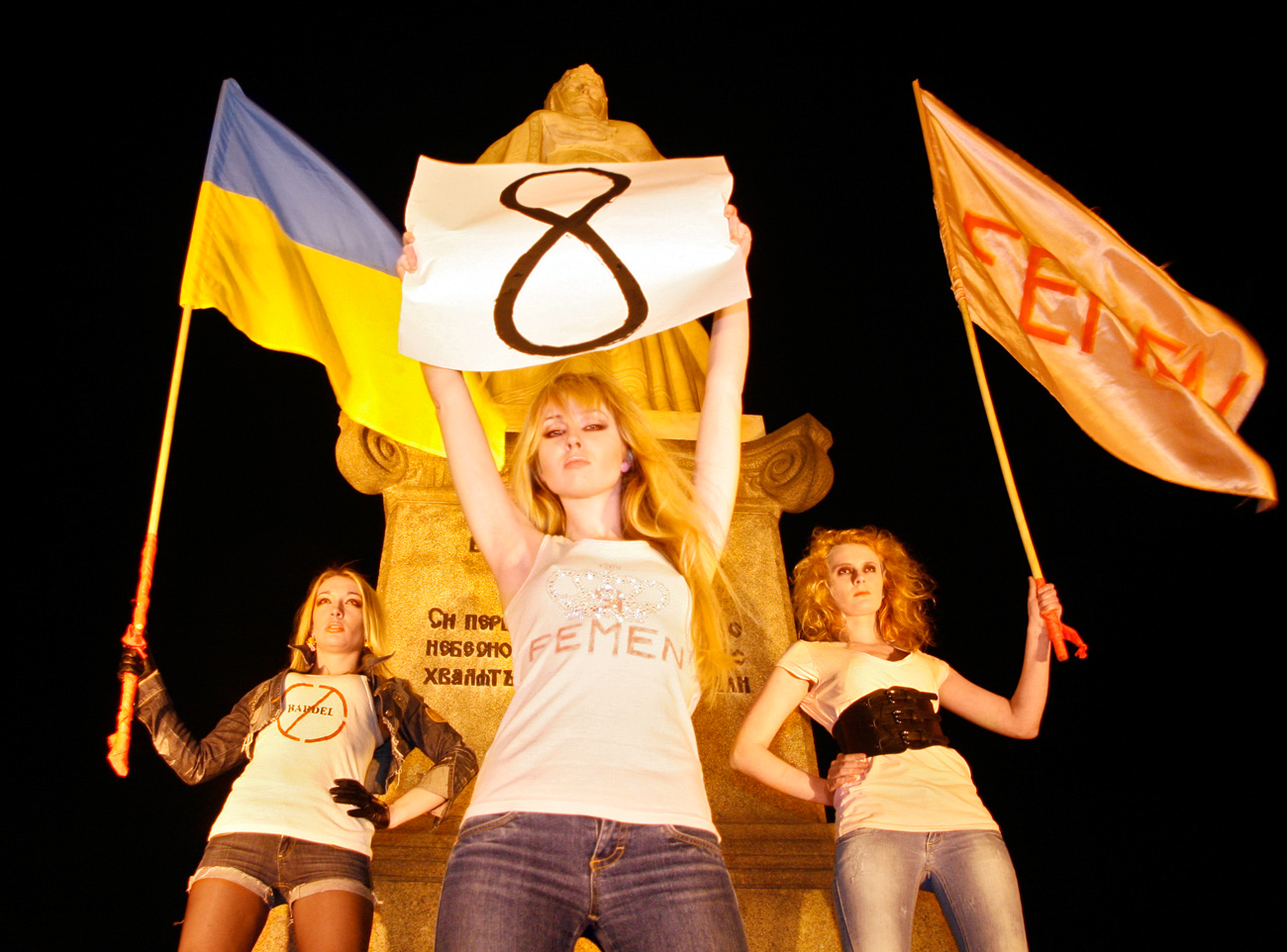
Groupe de militantes ukrainiennes Femen appelant à une grève du sexe pour protester contre l'exploitation sexuelle des femmes.

La grève du sexe, parfois appelée boycott du sexe, est une grève, une méthode de résistance non violente, dans laquelle une ou plusieurs personnes se privent volontairement de toutes pratiques sexuelles avec leur partenaire pour atteindre un objectif politique. C'est une forme d'abstinence sexuelle temporaire et militante.
Elle est le plus souvent utilisée par les femmes à l'encontre des hommes, dans des sociétés où ce sont ces derniers qui possèdent le pouvoir en majorité.

## Origine du concept
La première mention de la grève du sexe remonte à la Grèce antique, avec la comédie Lysistrata d'Aristophane, écrite en 411 av. J.-C.. Il s'agit d'une comédie antimilitariste et de résistance non-violente, dans laquelle les femmes, menées par Lysistrata, se refusent à leurs maris pour garantir la paix et mettre fin à la guerre du Péloponnèse,.
La grève du sexe ferait, selon la philosophe Geneviève Fraisse, écho à la « grève des ventres », le refus néomalthusien de procréer pour lutter contre l'augmentation de la population au XIXe siècle. L'idée de faire de la grève des femmes un refus, une abstinence sexuelle, remonterait aux premières grèves ouvrières, à la fin du XIXe siècle.

## Utilisations dans le monde
En Belgique en 2012, une sénatrice flamande, gynécologue de formation, Marleen Temmerman, appelle les femmes à refuser le sexe à leurs maris pour faire pression sur l'exécutif fédéral afin qu'il désigne un gouvernement. Cette proposition n'est pas prise au sérieux et fait suite à celle de Benoît Poelvoorde, adressée aux hommes, de ne plus se raser, dans le même objectif politique. Toutefois, l'idée est sérieusement envisagée par plusieurs personnalités politiques. Des militantes féministes critiquent l'idée, estimant que la responsable politique « aurait mieux fait de proposer une grève de la vaisselle ».
En Colombie, le village de Santa María del Puerto de Toledo de las Barbacoas, complètement enclavé, est, en 2012, seulement relié au reste du pays par un chemin muletier vieillissant et impraticable. Face au manque de volonté des responsables politiques locaux pour construire une route en dur, les femmes de la région décident d'une grève totale du sexe. Après trois mois et 19 jours d'abstinence, elles finissent par atteindre leurs objectifs. Un chantier de goudronnage des premiers kilomètres de la route est lancé avec l'aide de l'armée, pour près de 40 milliards de pesos (15 millions d'euros), et la réfection des 57 km de la route est à l'étude. Elle se seraient inspirées de l'initiative d'une autre ville colombienne six ans plus tôt, dont les femmes avaient lancé une grève du sexe pour forcer la signature d'une trêve entre des gangs locaux.
En 2017, la chanteuse américaine Janelle Monáe appelle à la grève du sexe permanente contre tous les hommes refusant de soutenir la cause féminine. 
Elle est promue également par des militantes du mouvement MeToo, comme Alyssa Milano et Bette Midler. Elles souhaitent notamment l'utiliser pour protester contre les lois restreignant très fortement ou interdisant l'avortement dans les États conservateurs américains comme le Texas ou la Géorgie. La grève du sexe est très utilisée aux États-Unis par les défenseuses des droits des femmes, qui mettent en avant le droit à disposer de leur corps sur le plan sexuel si on les en empêche concernant l'avortement.
Aux États-Unis, la grève du sexe, circonscrite au vendredi soir, est promue en 2024 au sein de la communauté des femmes juives orthodoxes pour faire pression afin qu'une « Agounah  » obtienne son acte de divorce religieux sans qu'il soit certain toutefois que le get finalement délivré soit dû à cette grève.

## Utilisation en Afrique
L'abstinence sexuelle est un moyen de lutte féminine très utilisé en Afrique, pour lutter en faveur des droits féminins ou pour la paix. Il est considéré comme efficace pour obtenir certaines revendications, et a, selon France24, été « synonymes d’avancées politiques ».
En 2002, au Liberia, un mouvement de grève du sexe est lancé par Leymah Gbowee, avec pour objectif de restaurer la paix dans le pays, pris dans une guerre civile entre les partisans du dirigeant Charles Taylor et ceux de plusieurs chefs de guerre. Les femmes sont en effet écartées des processus de négociations mais finissent par obtenir gain de cause grâce à leur mouvement : elles sont associées aux discussions et le gouvernement militaire de Charles Taylor finit par être renversé. Leymah Gbowee sera récompensée du Prix Nobel de la paix en 2011 pour ses initiatives en faveur de la paix, et notamment le lancement de cette grève du sexe.
Une grève du sexe est également lancée au Kenya par l'Organisation de développement des femmes en 2008, suivant le mot d'ordre « Pas de réformes, pas de sexe ». Les dirigeantes du mouvement souhaitent y associer les prostituées en les dédommageant afin qu'elles ne fassent pas obstacle à leur initiative. L'initiative mène à un succès, car elle a permis selon les femmes l'ayant initié de faire reprendre contact entre le président et son Premier ministre. Elle met ainsi un terme à une crise politique à l'issue incertaine qui s'éternisait.
En 2012, un mouvement de femmes togolaises appelle à la grève du sexe afin de provoquer le départ du président au pouvoir Faure Gnassingbé.

## Au cinéma
Le thème est abordé au cinéma en 2011 dans La Source des femmes réalisé par Radu Mihaileanu.

## Critiques
La journaliste américaine Hayley Macmillen critique la prise de position de Janelle Monáé, et plus généralement la méthode de la grève du sexe. Elle estime que « La fin de l'oppression des femmes ne proviendra malheureusement pas de la bonne grâce d'hommes en manque de sexe ». Elle met en avant le tabou du désir sexuel chez les femmes, qui pour certaines aiment le sexe. Celui-ci n'a pas pour but de conquérir des droits féminins et il n'est pas « un cadeau que les femmes font aux hommes ». Pour Macmillen, une telle initiative peut paradoxalement renforcer les stéréotypes sexistes déjà en place. 
C'est aussi l'opinion de Janine Mossuz-Lavau, pour qui cela ramène une forme de « devoir conjugal » implicite, contre lequel les femmes ont longtemps lutté et continuent à lutter. Elle rappelle que désormais, les femmes « revendiquent autant le plaisir » sexuel que les hommes. Selon elle, la grève du sexe entretient également l'idée que « les hommes auraient plus de besoins sexuels que les femmes », qui s'inscrit elle aussi dans les « habitudes du passé ». Elle rejoint la femme politique Marlène Schiappa pour qui « Faire la grève du sexe, c'est aussi se priver soi-même ». La méthode est aussi critiquée pour son exclusion des relations homosexuelles, jugée « réductrice » par certains militants.
De plus, selon Geneviève Fraisse, le terme de « grève » serait à nuancer car celle-ci recouvre une liberté syndicale collective, le droit de grève. Or le mouvement fait ici référence à des pratiques individuelles d'abstinence, qui relèvent du comportement individuel.
La réalisatrice Ovidie réagit et défend l'initiative face aux critiques. Elle dit envisager la grève du sexe comme un « outil de négociation » dans une société encore patriarcale.